# Midnatsforestillingen
|  | Denne artikel er oprettet af botten PalnaBot ud fra en ekstern database. Den kan derfor have sproglige fejl eller mangler. Denne skabelon kan fjernes efter kontrol af indholdet. |

Midnatsforestillingen er en film instrueret af Lone Scherfig, Vibeke Wrede Høffner.

## Handling
Filmen beskriver et biografpublikum under en filmforevisning. Filmen, der er uden dialog, er bygget op af improvisationer fra i alt 24 skuespillere.